# Tolv patriarkernas testamenten
Tolv patriarkernas testamenten, en ursprungligen judisk apokryfisk skrift, som uppstod i något av de två århundradena närmast Kristi födelse. 
I dem berättar Jakobs tolv söner för eftervärlden sin historia såsom dygde- och syndaspegel. Skriften försågs sedan med tillägg av kristna författare.